# Arthur Eugster

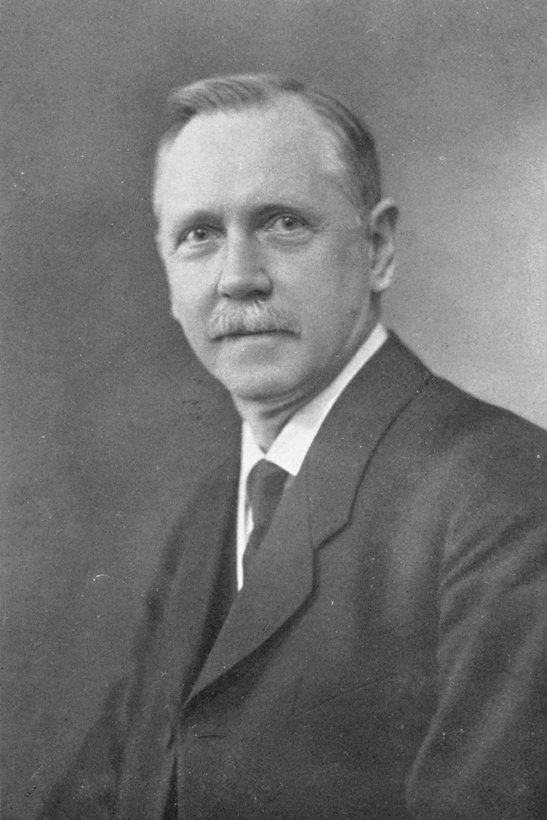
Arthur Eugster

Arthur Eugster (* 5. April 1863 in New York City; † 7. Januar 1922 in Speicher heimatberechtigt in ebenda) war ein Schweizer Pfarrer, Kantonsrat, Regierungsrat und Nationalrat aus dem Kanton Appenzell Ausserrhoden.

## Leben

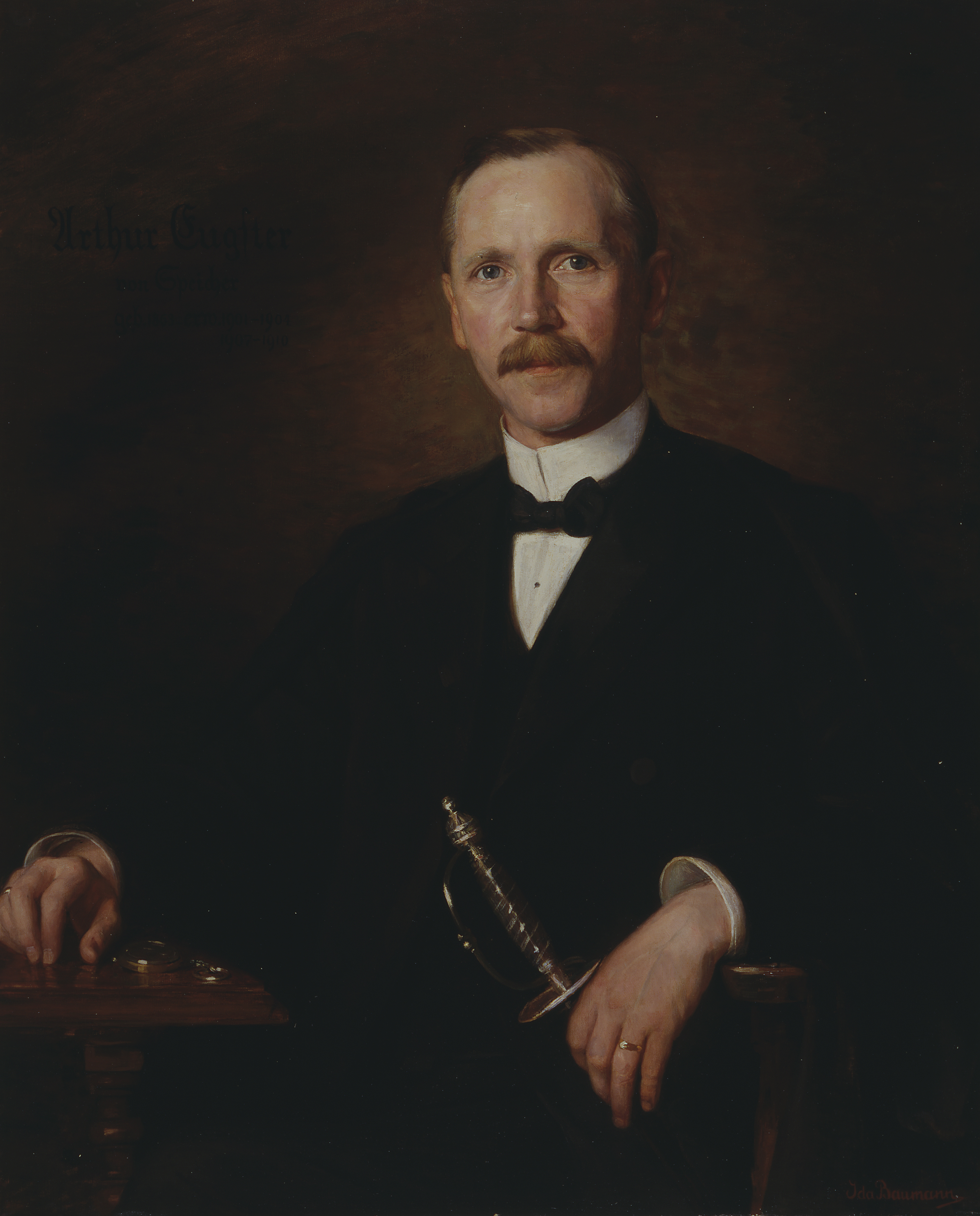
Arthur Eugster, Landammann von Appenzell Ausserrhoden, Gemälde von Ida Baumann, um 1907

Arthur Eugster war ein Sohn von Jakob Eugster, wohlhabender Textilkaufmann und Ratsherr, und Anna Elisabeth Tobler. Er war ein Bruder von Howard Eugster. Im Jahr 1887 heiratete er Bertha Eugster, Tochter von Jakob Eugster, Besitzer des Gutes Megglen, Arthur Eugsters späterem Wohnsitz. Eugster wuchs ab 1866 als Vollwaise im Hause seines Onkels Arnold Eugster, Gemeindehauptmann von Speicher, auf. Er besuchte die private Lerberschule in Bern. Anschliessend studierte er Theologie in Neuenburg, Basel und Berlin. Im Jahr 1887 fand seine Ordination in Speicher statt. Er arbeitete von 1886 bis 1891 als Pfarrer in Reute und ab 1891 bis 1900 in Trogen. In Ausserrhoden gehörte er von 1890 bis 1910 der Landesschulkommission an. Diese präsidierte er ab 1900 bis 1910.
Von 1895 bis 1900 und ab 1912 bis 1921 sass er im Kantonsrat. Er amtierte von 1900 bis 1910 als Regierungsrat und stand in dieser Funktion dem Erziehungswesen vor. Ab 1901 bis 1904 und von 1907 bis 1910 hatte er das Amt des Landammanns inne. Er war Gründer und von 1910 bis 1919 Präsident der Ausserrhoder Freisinnigen-Demokratischen Partei (FDP). Von 1904 bis 1919 gehörte er dem Zentralvorstand der schweizerischen Freisinnig-Demokratischen Partei an.
Er bildete den politischen Gegenpol zu seinem Bruder. Dieser war Führer der Ausserrhoder Arbeiterbewegung. Eugster prägte massgeblich das kantonale Steuergesetz von 1897 und die revidierte Kantonsverfassung vom Jahr 1908. Er war von 1903 bis 1908 Präsident des Revisionsrats. Von 1902 bis 1921 sass er im Nationalrat. Als erster Ausserrhoder präsidierte er diesen in den Jahren 1915 und 1916. Als Nationalrat verschaffte er sich als langjähriger Präsident der Finanzkommission und als Mitglied der Kommission für das Zivilgesetzbuch (ZGB) einen Namen. Wahlvorschläge als Bundeskanzler, Gesandter und Bundesrat lehnte er ab.
Von 1914 bis 1915 war er Inspektor des Roten Kreuzes für Kriegsgefangenenlager in Deutschland und Frankreich. Er präsidierte die Zofingia Basel und in den Jahren 1907 bis 1921 die evangelische Synode Appenzell Ausserrhodens. Ab 1900 gehörte er dem Vorstand des Handels- und Industrievereins Ausserrhodens an. Von 1911 bis 1921 war er Mitglied der Schweizerischen Handelskammer. Von 1904 bis 1910 sass er im Verwaltungsrat des Elektrizitätswerks Kubel, Herisau. In den Jahren 1906 bis 1921 war er Verwaltungsratsmitglied der Maschinenfabrik Oerlikon. Er präsidierte deren Verwaltungsrat von 1910 bis 1921. Ebenfalls gehörte er in den Jahren 1909 bis 1921 dem Verwaltungsrat der Watt AG für elektrische Unternehmungen und der Bank für Elektrische Unternehmungen Zürich an. Ab 1911 bis 1920 war er kantonaler Vertreter im Verwaltungsrat der Schweizerischen Bundesbahnen (SBB) sowie von 1914 bis 1921 Vertreter des Bundes im Verwaltungsrat der Nationalbank.
Eugster fand dank seiner hohen Intelligenz und Sachkenntnis, besonders in Finanzfragen, im eidgenössischen Parlament grosse Beachtung. Dies führte ihn auch in einflussreiche Positionen in Partei und Privatwirtschaft, wo er ebenfalls prägend wirkte.

## Schriften
- Der Eid: mit spezieller Berücksichtigung des appenzellischen Landsgemeinde-Eides. Referat von Arthur Eugster, gehalten an der Versammlung des Konventes der Appenzellischen Geistlichkeit am 27. Mai 1891; nach dem handschriftlichen Original-Manuskript des Verfassers, transkribiert von Achilles Weishaupt, unter Beifügung der zu Grunde liegenden, ebenfalls von Arthur Eugster handschriftlich erstellten Synopsis der Landsgemeinde-Eide nach den Landbüchern von Appenzell aus den Jahren 1409, 1585, 1655, 1747 und 1834. St. Gallen: Verlag Typotron AG 2008.